# Bucrates clausus
Bucrates clausus är en insektsart som först beskrevs av Scudder, S.H. 1878.  Bucrates clausus ingår i släktet Bucrates och familjen vårtbitare. Inga underarter finns listade i Catalogue of Life.